# Nvidia Grace
NVIDIA Grace — семейство микропроцессоров класса Server/Datacenter, разработанное корпорацией NVIDIA Corporation, которые обеспечивают высокую производительность, энергоэффективность и возможность подключения с высокой пропускной способностью, и которые можно использовать в различных конфигурациях для различных нужд центров обработки данных. Выпускаются с середины 2023 года.

## История
В марте 2022 года компания Nvidia в ходе своей корпоративной технологической конференции GTC 2022 анонсировала начало выпуска в первой половине 2023 года давно обещанных ЦПУ Grace и гибридного чипа Grace Hopper, — сочетающего процессоры Grace (ARMv9) и ускорители Hopper.
Затем в августе 2022 года компания Nvidia поделилась некоторыми деталями о строении Arm-процессоров Grace и гибридных чипов Grace Hopper.

## Линейка

### Grace Superchip
В январе 2023 года компания Nvidia начала тестирование первых образцов Arm-процессора Grace Superchip, который получил 144 Arm-ядра, 960 Гбайт набортной памяти LPDDR5x и 128 линий PCIe 5.0, а его TDP составит 500 Вт. Каждый чип включает в себя два 72-ядерных кристалла Grace, использующих ядра Arm Neoverse V2. Данное ядро использует набор инструкций Armv9, а также имеет четыре 128-битных блока векторных расширений SVE2, блоки для работы с матрицами и поддержку BF16/INT8. Объём кеша L1 составляет по 64 Кбайт для инструкций и данных, L2 — 1 Мбайт на ядро, а общий объём L3 на сборку достигает 234 Мбайт.
Производство Grace Superchip уже запущено, а появления OEM-систем на его базе следует ожидать уже во II квартале 2024 года.
И Nvidia сравнила свой чип Grace Superchip содержащий 144 ядра Neoverse N2 в тестах с конкурентами: с AMD EPYC Genoa 9654 (2 процессора, 192 ядра) и с Intel Xeon Sapphire Rapids 8480+ (также 2 процессора, 112 ядер). В общей сложности чип Nvidia Grace либо был равен в тестах с конкурентами, либо в некоторых тестах даже двукратно превзошёл показатели конкурирующих серверных процессоров. При этом также сравнили энергопотребление систем-участниц тестирования — это 720 и 700 Вт у решений AMD и Intel соответственно против 500 Вт у NVIDIA Grace Superchip.

### GH200 Grace Hopper Superchip
В мае 2023 года компания Nvidia в ходе выставки Computex 2023 сообщила о начале серийного производства гибридных суперчипов GH200 Grace Hopper, предназначенных для построения HPC-систем и платформ генеративного ИИ.
В состав Grace Hopper входят 72-ядерный Arm-процессор Nvidia Grace и ускоритель H100 (Hopper) с 96 Гбайт HBM3. Объём общей для обоих кристаллов памяти составляет 576 Гбайт (480 Гбайт LPDDR5x). Кристаллы соединены между собой шиной NVLink-C2C, обеспечивающей пропускную способность 900 Гбайт/с (в 7 раз быстрее по сравнению с PCIe 5.0). Заявленный уровень производительности GH200 — 4 ПФлопс с использованием Transformer Engine, а реальное потребление GH200 под полной нагрузкой составляет 750—800 Вт.
Ранее, в июне 2023 года Nvidia уже сообщила, что во всех восьми ИИ-бенчмарках MLPerf Training v3.0 её ускорители H100 установили новые рекорды. Теперь, в сентябре 2023 года компания говорит, что её суперчип GH200 Grace Hopper впервые прошёл все тесты MLPerf, и примечательно, что GH200 оказался до 17 % быстрее H100, хотя чип самого ускорителя в обоих продуктах один и тот же. Nvidia объясняет это несколько факторами: Во-первых, у GH200 больше набортной памяти — 96 Гбайт против 80 Гбайт. Во-вторых, ПСП составляет 4 Тбайт/с, а сам чип является гибридным, так что для передачи данных между LPDDR5x и HBM3 не используется PCIe.
Nvidia также объявила, что в конце 2023 года корпоративным заказчикам станет доступна новая HPC-платформа Nvidia DGX GH200 AI Supercomputer, в которой используются 256 суперчипов GH200 Grace Hopper, объединённых при помощи технологии NVLink Switch Systemя позволяющей всем ускорителям H100 в составе системы функционировать в качестве единого целого. Производительность этой платформы обещана на уровне 1 Эфлопс (~ 9 Пфлопс FP64), а суммарный объём памяти достигает 144 Тбайт — и это почти в 500 раз больше, чем в одной системе Nvidia DGX A100.